# Felsőcsitár
Felsőcsitár (szlovákul Horné Štitáre) község Szlovákiában, a Nyitrai kerület Nagytapolcsányi járásában.

## Fekvése
Nagytapolcsánytól 8 km-re délnyugatra fekszik.

## Története
1246-ban IV. Béla király adománylevelében említik először. Nevét a szláv štitáre (= pajzskészítők) szóból kapta. 1291-ben is említik birtokügyekben.
A 16. században az itt átvezető postaút egyik állomása lett. 1650-ig a Berényi család birtoka, később több birtokosa volt. 1715-ben 9 jobbágy és 3 zsellér háztartással rendelkezett. 1753-ban 20 családja és 20 ház nélküli jobbágytelke létezett. 1787-ben 30 házában 217 lakos élt. 1828-ban 34 házát 232-en lakták. Lakói mezőgazdasággal, főként cukorrépa termesztéssel foglalkoztak. A 19-20. században a Stummer család birtokolta.
Vályi András szerint "CSITÁR. Tót falu Nyitra Vármegyében, az előbbeninek szomszédságában, birtokosai Jezernitzky, és más Urak, lakosai katolikusok, ’s Bajnának filiája, két nagy halom között fekszik, fája helyben, termékeny szőlö hegye, és legelője, de mivel földgye középszerű, réttyei néhol tsekélyesek, a’ második Osztályba számláltatott."
Fényes Elek szerint "Csitár (Bódok), tót falu, Nyitra vgyében, Ürmencz filial: 233 kath., 9 zsidó lak. F. u. többen. Ut. p. N.-Ripény."
A trianoni békeszerződésig Nyitra vármegye Nagytapolcsányi járásához tartozott.

## Népessége
| Év:            | 1994. | 2004.   | 2014.    | 2024.    |
| -------------- | ----- | ------- | -------- | -------- |
| Emberek száma: | 456   | 452     | 506      | 654      |
| Eltérés:       |       | -0,87 % | +11,94 % | +29,24 % |

| Év:            | 2023. | 2024.   |
| -------------- | ----- | ------- |
| Emberek száma: | 676   | 654     |
| Eltérés:       |       | -3,25 % |

1880-ban 255 lakosából 3 magyar és 208 szlovák anyanyelvű volt.
1890-ben 248 lakosából 2 magyar és 236 szlovák anyanyelvű volt.
1900-ban 255 lakosából 4 magyar és 243 szlovák anyanyelvű volt.
1910-ben 299 lakosából 287 szlovák, 11 német és 1 magyar anyanyelvű volt.
1921-ben 323 lakosából 8 zsidó és 315 csehszlovák volt.
1930-ban 384 lakosa mind csehszlovák volt.
1970-ben 593 lakosa mind szlovák volt.
1980-ban 592 lakosából 589 szlovák volt.
1991-ben 441 lakosából 1 magyar és 439 szlovák volt.
2001-ben 456 lakosából 451 szlovák volt.
2011-ben 491 lakosából 485 szlovák, 2 cigány, 1-1 magyar és cseh és 2 ismeretlen nemzetiségű volt.
2021-ben 607 lakosából 577 (+1) szlovák, (+1) magyar, 1 cigány, 9 (+3) egyéb és 20 ismeretlen nemzetiségű volt.

## Neves személyek
- Itt született valószínűleg 1826 végén Germanecz Károly (Grmanecz) tanfelügyelő.

## Nevezetességei

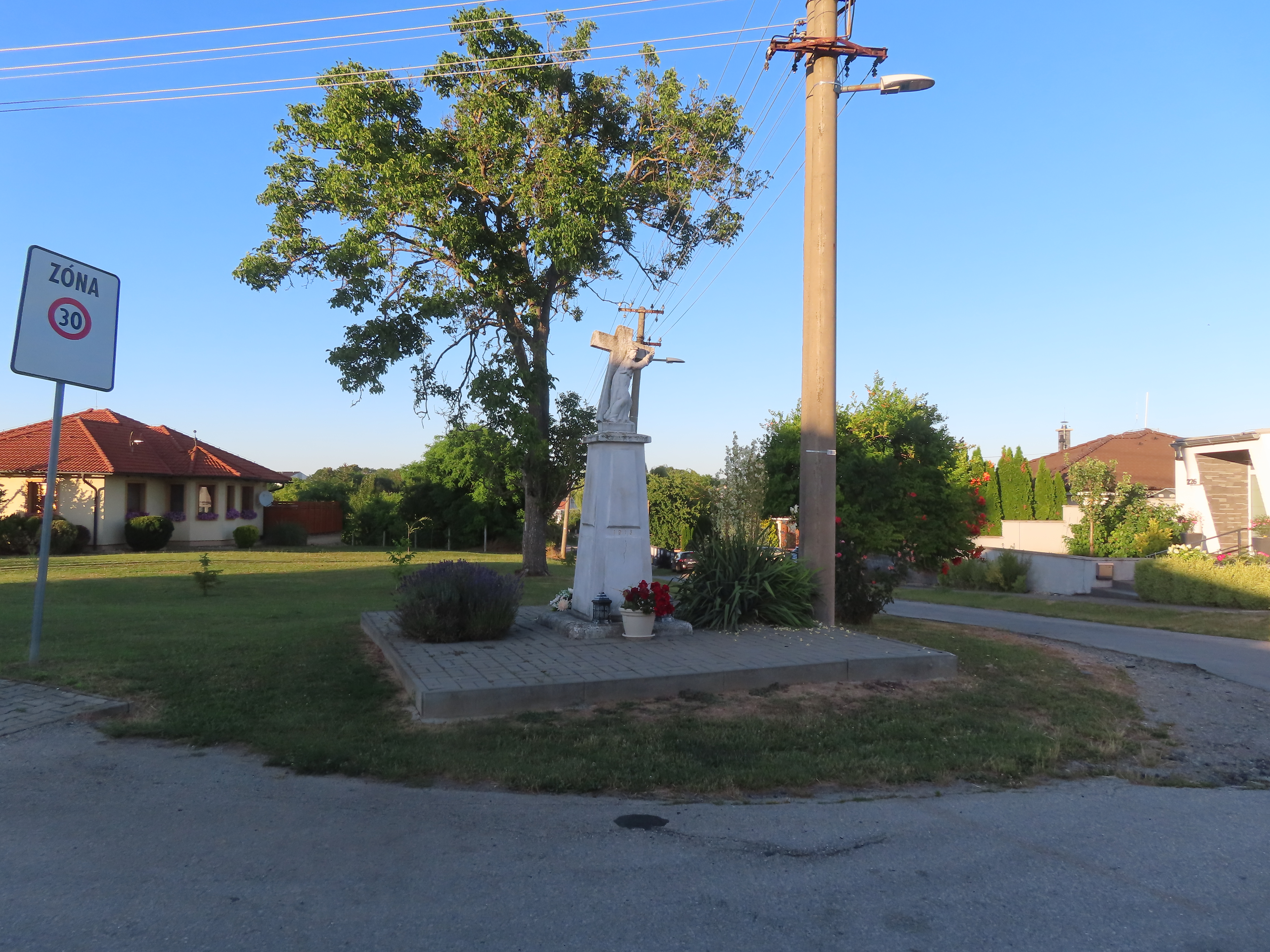

- Jézus Szíve templom

## Külső hivatkozások
- Községinfó
- Felsőcsitár Szlovákia térképén
- Travelatlas.sk
- E-obce.sk